# Joseph Bologna
Joseph Bologna (Brooklyn, Nueva York, 30 de diciembre de 1934-Duarte, California, 13 de agosto de 2017) fue un actor estadounidense.

## Biografía
Antes de dedicarse a la interpretación, estudió historia del arte en la Universidad de Brown y más tarde se alistó en la Marina hasta que fue contratado por un productor para rodar anuncios televisivos en una cadena local de Manhattan.
Más tarde debutó como actor televisivo y de cine, y acumuló una larga trayectoria a sus espaldas. Una de sus películas más conocidas es Lovers and Other Strangers, cuya historia, que escribió junto con su mujer, Renée Taylor, estaba basada en una circunstancia real que le sucedió cuando, con la intervención de su extensa familia italiana y del clan judío de su esposa, tuvo que organizar una boda con escaso margen de tiempo. Algunos de estos familiares participaron de figurantes en la versión definitiva de la película. En 1971 volvieron a coincidir y escribieron el guion y participaron en la película Made for Each Other.
Durante su carrera, siguió viviendo al lado de sus tíos, algunos de los cuales también fueron famosos a su manera. Su tío Pat era Blacky the Bootblack, personaje a quien el político Joseph P. Kennedy mencionó como la principal influencia que le llevó a vender todas sus acciones en el verano de 1929, año en el que se produjo el crac del 29 en octubre. Por otro lado, su tía Pauline fue una conocida jefa de cocina que trabajaba para varios actores de renombre como Jackie Gleason, Burt Reynolds y demás.
En 1984 apareció en Blame it on Rio, en donde apareció desnudo, razón por la que su tía Pauline le castigó. Tras el incidente familiar Joseph dijo que ya no la volvería a invitar a una premier. En 1976 protagonizó la serie What Now, Catherine Curtis? con Lucille Ball. Otros trabajos notables del actor fueron en los años 1980 por interpretar al temperamental Stan "King" Kaiser de los años 1950 en My Favourite Year y en 1999 a Lenny Koufax en Un papá genial, donde trabajó con Adam Sandler.
En 1965 contrajo matrimonio con Renée Taylor, con la que tuvo un hijo llamado Gabriel. Durante sus respectivas carreras, ambos coincidieron en obras teatrales y programas televisivos.

## Filmografía
- Made for Each Other (1971) - Giggy
- Honor Thy Father (1973) - Salvatore (Bill) Bonnano
- Acts of Love and Other Comedies  (1973) - Arthur Hellman
- Cops & Robbers (1973) - Joe
- Mixed Company (1974) - Pete
- What Now, Catherine Curtis? (1976) - Peter
- The Big Bus (1976) - Dan Torrance
- Woman of the Year (1976) - Sam Rodino
- Torn Between Two Lovers (1979) - Ted Conti
- Chapter Two (1979) - Leo Schneider
- My Favorite Year (1982) - King Kraiser
- One Cooks, the Other Doesn't (1983) - Max Boone
- The Joe Piscopo Special (1984) - Rev. Jimmy
- Bedrooms (1984) - Host/Bill/David
- Blame It on Rio (1984) - Victor Lyons
- The Woman in Red (1984) - Joe
- Transylvania 6-5000 (1985) - Dr. Malavaqua
- Copacabana (1985) - Rico Castelli
- A Time to Triumph (1986) - Chuck Hassan
- Sins (1986) - Steve Bryant
- Rags to Riches (1986-1987) - Nick Foley
- Not Quite Human (1987) - Gordon Vogel
- Prime Target (1989) - Ralph Manza
- Coupe de Ville (1990) - Uncle Phil
- La bestia bajo el asfalto (1991) - David Hodges
- Married with Children (1991) - Charlie Verducci
- Top of the Heap (1991) - Charlie Verducci
- Citizen Cohn (1992) - Walter Winchell
- Murder, She Wrote (1992) - Brynie Sullivan
- Daddy Dearest (1993) - Dr. Di Napoli
- L.A. Law (1994) - Jack Barbara
- Revenge of the Nerds IV: Nerds in Love (1994) - Aaron Humphrey
- The Nanny (1994-1999) - Alan Beck / Dr. Joe Razzo
- Caroline in the City (1996) - Lou Spadaro
- Love Is All There Is (1996) - Mike Capomezzo
- Worlds's Finest (1996) - SCU Lt. Dan Turpin
- Superman: The Animated Series (1997-1999) - SCU Lt. Dan Turpin
- Jenny (1998) - Bernie
- Un papá genial (1999) - Lenny Koufax
- Martial Law (1999) - Alistair Temple
- Returning Mickey Stern (2002) - Mickey Stern
- The Chris Isaak Show (2002) - Uncle Corky
- Arliss (2002) -
- Jane Doe: Til Death Do Us Part ((2005) - Louis Angelini
- Everwood (2005) - Max Barrett
- Boynton Beach Club (2005) - Harry
- Ice Age: The Meltdown (2006) - Mr. Start
- According to Jim (2006) - Bill
- CSI: Crime Scene Investigation (2010) - Giovanni 'Papa' DiMasa
- Driving Me Crazy (2012) - Martin Brown
- Tango Shalom (2021) - Padre Anthony (póstumo)

## Premios y nominaciones
Premios Óscar
| Año  | Categoría            | Película                 | Resultado |
| ---- | -------------------- | ------------------------ | --------- |
| 1970 | Mejor guion adaptado | Amantes y otros extraños | Nominado  |